# Rysk teater
Rysk teater uppstod relativt sent. Peter den store lät 1702 i Moskva bygga den första offentliga teatern och 1709 en teater i Sankt Petersburg. Tyska aktörer engagerades med ersattes snart av inhemska. På 1730- och 1740-talen kom italienska och franska ensembler till landet.
Den förste betydande ryska dramatikern Aleksej Sumarokov (1718-77) bidrog till upprättandet av en rent rysk ensemble vid Sankt Petersburgs hovteater. Under den teatersinnade, pjäsförfattande Katarina den storas regering (1762-96) blomstrade teaterlivet ytterligare och den inhemska produktionen växte.
På herresäten ute i landet fanns teatrar med livegna aktörer. Den stora skådespelaren Mikhail Sjtjepkin (1788-1863) var en frigiven livegen. Författare som Ivanovitj Fonvisin (1745-92), Aleksandr Gribojedov (1795-1829), Aleksandr Pusjkin (1799-1837), Nikolaj Gogol (1809-52) och Mikhail Lermontov (1814-41) angrep sociala och politiska missförhållanden. Realismen hos Gogol fortsatte hos Ivan Turgenjev (1818-83) och Aleksej Pisemskij (1820-81), som skrev den första ryska bondetragedin Ett bittert öde (1859), hos den produktive Aleksandr Ostrovskij (1823-86), medelklassens skildrare och Leo Tolstoj (1828-1910).
Mot sekelskiftet framträdde den internationellt mest berömde ryske dramatikern, Anton Tjechov (1860-1904). Hans genombrott är förknippat med Konstantin Stanislavskij (1863-1938), som ledde konstnärliga teatern i Moskva. Med Stanislavskij fick rysk scenskonst internationell betydelse. Hans minuiösa naturalism och skådespelarteorier var konstnärligt revolutionerande.
På konstnärliga teatern hade även Maksim Gorkij (1868-1936), proletariatets talesman, sin första dramatiska framgång med Natthärberget (1902).
Under sovjettiden pågick en livlig, innovativ teater i omkring 15 år, samtidigt med demokratiseringen av teatern och engagemang av begåvade dramatiker som Michail Bulgakov, V. Vishnevsky, V. Ivanov och Nikolai Pogodin. Men redan på 1930-talet blev innovativa teatrar föremål för förtryck och deras verksamhet skars ner. Ryska teatern som en del av den sovjetiska teatern var tvungen att passa in de stela ramarna av ideologisk diktatur.
Idag (2015) har den ryska teatern kreativ frihet, om man bortser från  kommersiella villkor och krav som fortfarande visar sig vara begränsande, kanske mer än någonsin. I de flesta fall är det graden av marknadsföring snarare än nivån av talang och artisteri som bestämmer framgången för den ena eller andra produktionen eller teatern. 